# パースシャー統監
パースシャー統監（パースシャーとうかん、英語: Lord Lieutenant of Perthshire）は、イギリスの官職。統監の1つで、パースシャーを担当する。1789年に勃発したフランス革命がヨーロッパ諸国に飛び火するとともに1792年にはスコットランド各地で暴動がおこり、地方政府の対応に不満を感じたイギリス政府は1794年にイングランドの統監職をスコットランドでも常設職として設立した。1973年地方政府（スコットランド）法でスコットランドの地方自治体再編が行われ、再編に伴う1975年統監令（The Lord-Lieutenants Order 1975）によりパース・アンド・キンロス統監に統合された。

## 一覧
- 1794年3月17日 – 1830年9月29日：第4代アソル公爵ジョン・マレー[3]
- 1830年10月18日 – 1866年2月30日：第11代キノール伯爵トマス・ヘイ＝ドラモンド（英語版）[3]
- 1866年2月26日 – 1878年1月7日：第9代キナード卿ジョージ・キナード（英語版）[3]
- 1878年2月9日 – 1917年1月20日：第7代アソル公爵ジョン・ステュアート＝マレー（英語版）[3]
- 1917年3月15日 – 1942年3月15日：第8代アソル公爵ジョン・ステュアート＝マレー[3]
- 1942年4月28日 – 1960年：第12代キナード卿ケネス・キナード[3]
- 1960年4月30日 – 1971年9月2日：第7代マンスフィールド伯爵マンゴー・マレー（英語版）[3]
- 1971年11月25日 – 1975年3月19日：デイヴィッド・ヘンリー・バター[2][3]
  - パース・アンド・キンロス統監として続投[2]